# Nova Zelândia nos Jogos Olímpicos de Verão de 1988
A Nova Zelândia participou dos Jogos Olímpicos de Verão de 1988 em Seul, na Coreia do Sul. Conquistou três medalhas de ouro, duas medalhas de prata e oito de bronze, somando treze no total. Ficou na décima oitava posição geral.